# James Dean (canção)
"James Dean" é uma música escrita por Don Henley, Glenn Frey, Jackson Browne e J.D. Souther, gravada pela banda Eagles.
É o segundo single do álbum On the Border. A música fala do ator e icone cultural James Dean. A letra "too fast to live, too young to die" reflete o estilo de vida levado pela pessoa que o tornou célebre.

## Paradas
Singles
| Ano  | Single       | Parada                | Posição |
| ---- | ------------ | --------------------- | ------- |
| 1974 | "James Dean" | Billboard Pop Singles | 77      |